# Рак білокогтистий
Рак білокогтистий (Austropotamobius pallipes) — вид прісноводних раків родини Astacidae.

## Поширення
Вид поширений в Західній та Південній Європі. Північною межею його ареалу є Шотландія, західною — Іспанія, східною — Боснія і Герцеговина. Завезений до Ірландії. Мешкає у річках з помірною течією.

## Опис
Великий рак з міцним панцирем. Тіло завдовжки до 12 см та вагою до 90 г. Самці більші за самиць. Панцир від червонувато-коричневого до темно-зеленого кольору. Живіт та кінцівкі білі.

## Спосіб життя
Трапляється на ділянках річок з поваленими деревами або густою водною рослинністю. Всеїдний вид, їсть все: від водоростей та водних рослин до хробаків, молюсків та личинок комах. Спаровування відбувається восени. Самиця виношує близько сотні запліднених яєць на черевці протягом 5-6 місяців, доглядаючи за ними, провітрюючи їх і безперервно чистячи. Навесні вилуплюються личинки, які чіпляються до тіла матері впродовж деякого часу.